# Anzti
Dieu égyptien, Anzti est une divinité très ancienne de la ville deltaïque de Busiris. Dieu-roi, il est représenté en homme coiffé de deux hautes plumes, ruban retombant sur le dos, portant une petite barbe et tenant dans ses mains le sceptre heka et le flagellum. Il fut très tôt supplanté à Busiris, par le dieu Osiris, qui lui prit certaines de ses particularités.